# واروشلود
واروشلود (به مجاری:  Városlőd) یک شهرداری در مجارستان است که در ناحیه آیکا واقع شده‌است. واروشلود ۲۲٫۲۷ کیلومتر مربع مساحت و ۱٬۴۶۶ نفر جمعیت دارد.